# Pedro Vallana
Pedro Vallana Jeanguenat (Guecho, País Vasco, España, 29 de noviembre de 1897 - Montevideo, Uruguay, 4 de julio de 1980) fue un futbolista internacional español de ascendencia italiana y suiza y conocido como Periko Vallana (AFI: peˈɾi.ko balˈla.na ʒɑ̃ɡna), y posteriormente árbitro de la Primera División de España. Jugaba de defensa y perteneció durante toda su carrera al Arenas Club de Guecho.
Vallana fue uno de los puntales del Arenas Club de Guecho durante la época dorada del club vizcaíno, en los años 1910 y 1920. En paralelo fue también un puntal de la Selección española de fútbol en la década de 1920, con la que ganó una Medalla de Plata en los Juegos Olímpicos de Amberes 1920 y participó en tres Juegos Olímpicos, récord que no ha superado ningún otro futbolista español. Una vez retirado, fue un árbitro de prestigio en España y durante la guerra civil española, el entrenador de la Selección de fútbol de Euskadi, hecho este que motivó su exilio en Uruguay tras la guerra.

## Trayectoria
Pedro Vallana era natural del barrio de Algorta de Guecho (País Vasco), donde nació en 1897. Toda su carrera como futbolista estuvo ligado al club de su ciudad natal, el Arenas Club de Guecho al que llegó en 1912 siendo todavía adolescente y donde permaneció hasta su retirada en 1929.
Vallana jugaba como defensa derecho. Era un jugador no demasiado corpulento (medía 1m70), que destacaba por su gran velocidad, lo que le solía servir para arrebatar el balón al contrario con facilidad. Era un buen atleta, que practicó el atletismo en paralelo con su carrera como futbolista y de hecho ostentó el récord de Vizcaya de los 100 metros lisos entre 1922 y 1928.
En el Arenas formó un tándem defensivo histórico con Domingo Careaga, otro getxotarra como él, con el que compartió durante muchos años la defensa del equipo.
Con el Arenas Vallana ganó la Copa de España de 1919, que es el mayor éxito de la historia del club vizcaíno y fue subcampeón de la Copa de España en otras 3 ocasiones (1917,1925 y 1927). De las cuatro finales que jugó el Arenas en esta competición, Vallana sólo se perdió la de 1927. Además Vallana se proclamó con su club campeón regional en 4 ocasiones.
Vallana formaba todavía parte de la plantilla del Arenas Club de Guecho, cuando se dio inicio a la nueva competición de la Liga española de fútbol en 1929.  Sin embargo era ya un jugador veterano, y sólo llegó a jugar un partido con el Arenas en la Primera división española, fue en la segunda jornada de la temporada 1928-29, en el campo del CE Europa de Barcelona.
Ese mismo año 1929 comenzó su carrera como árbitro llegando a debutar esa misma temporada como árbitro en la Primera división española. Se da así la circunstancia insólita de que Vallana llegó a participar en una misma temporada de la Liga española de fútbol como jugador y como árbitro. Su carrera en el mundo del arbitraje en España se prolongó hasta 1936. Vallana arbitró 33 partidos en la Primera división española durante esos años.
En 1936 estalla la guerra civil española que pone temporalmente fin a las competiciones deportivas en España. A comienzos de 1937 Vallana se enrola como entrenador en la Selección de Euzkadi, combinado nacional creado por el Gobierno Vasco con el fin de recaudar fondos en Europa para los refugiados vascos y realizar una labor propagandística en favor del Gobierno Vasco y la República. El Euzkadi realiza una brillante gira por Europa disputando partidos amistosos. Tras caer Bilbao en manos franquistas la Selección de Euzkadi se marchó a América para proseguir la gira. Debido a algunos roces internos en la selección, y a que llevaba más de un año alejado de su familia, Vallana decide abandonar su puesto de entrenador al paso de la Selección de Euzkadi por Argentina y marchó a Montevideo donde llegó en 1938.
Vallana se exilió en Uruguay en 1938, país que conocía desde que en 1922 disputara allí una serie de amistosos con un combinado de jugadores vascos. Vallana trajo a su mujer e hijas desde el País Vasco más tarde. Vallana se dedicó en Uruguay a trabajar como cronista deportivo en un periódico de la capital uruguaya y arbitrando también partidos de fútbol de primera división.
Falleció en Montevideo en julio de 1980.

## Selección nacional
Pedro Vallana fue uno de los puntales de la Selección nacional de fútbol de España durante la década de 1920, habiendo sido internacional en 12 ocasiones a lo largo de 8 años entre 1920 y 1928.
Vallana fue uno de los elegidos para formar parte de la expedición española a los Juegos Olímpicos de Amberes 1920. Aunque no jugó en el primer partido del torneo ante Dinamarca, que supuso el debut histórico de la selección española de fútbol; si jugó todos los demás partidos del Campeonato; contribuyendo de manera decisiva a la obtención de la Medalla de Plata olímpica.
En 1924 fue de nuevo llamado a participar con la selección española en los Juegos Olímpicos de París 1924. España, que partía como una de las favoritas, se tuvo que enfrentar en una ronda preliminar a la Selección de Italia. Con un jugador menos, por expulsión, España se defendía ante los italianos como podía, hasta que  Vallana, a 12 minutos del final, marcó un gol en propio meta batiendo a Ricardo Zamora, que supuso la eliminación de España. El desgraciado y famoso autogol de Vallana fue a estrenar la leyenda negra de la selección española y marcó en cierta manera el recuerdo de este jugador.
Vallana sería llamado una tercera vez más a participar en unos Juegos Olímpicos. Fue en los Juegos Olímpicos de Ámsterdam 1928. Con algunos jugadores importantes de la selección fuera del torneo por ser ya jugadores profesionales, como Ricardo Zamora, Vallana venía a cumplir funciones de capitanía y de brindar experiencia a una selección más bisoña de lo habitual. Participó en el primer partido de la Olimpiada, frente a México, que supuso además su último partido como internacional, pero se lesionó y no pudo seguir la competición. España fue eliminada en la siguiente ronda por Italia.

### Participaciones en Juegos Olímpicos
| Juegos Olímpicos         | Sede      | Resultado        |
| ------------------------ | --------- | ---------------- |
| Juegos Olímpicos de 1920 | Amberes   | Medalla de plata |
| Juegos Olímpicos de 1924 | París     | Ronda Preliminar |
| Juegos Olímpicos de 1928 | Ámsterdam | Cuartos de final |

## Clubes
| Club        | País   | Año       |
| ----------- | ------ | --------- |
| Arenas Club | España | 1912-1930 |

## Palmarés

### Campeonatos nacionales
| Título       | Club        | País   | Año  |
| ------------ | ----------- | ------ | ---- |
| Copa del Rey | Arenas Club | España | 1919 |

### Campeonatos regionales
| Título                | Club        | País   | Año  |
| --------------------- | ----------- | ------ | ---- |
| Campeonato del Norte  | Arenas Club | España | 1917 |
| Campeonato de Vizcaya | Arenas Club | España | 1919 |
| Campeonato de Vizcaya | Arenas Club | España | 1922 |
| Campeonato de Vizcaya | Arenas Club | España | 1927 |